# Conde de Forfar
Conde de Forfar é um título que foi criado duas vezes, uma vez no Pariato da Escócia e outra vez no Pariato do Reino Unido. O nome do condado se refere a Forfar, a cidade-sede de Angus, na Escócia. O atual titular é o príncipe Eduardo, filho de Elizabeth II e irmão de Carlos III.

## História
O título foi criado pela primeira vez em 1661 no Pariato da Escócia como um título subsidiário do Condado de Ormond. Esta primeira criação do título extinguiu-se em 1715.
A dignidade de Conde de Forfar no Pariato do Reino Unido foi concedida em 2019 ao Príncipe Eduardo, Conde de Wessex, por ocasião de seu 55º aniversário. Este condado foi concedido em adição aos dois títulos ( Conde de Wessex e Visconde Severn )  que ele recebeu no dia do seu casamento e proporcionou ao Príncipe Eduardo e sua esposa Sophie um título escocês para usar quando estivessem na Escócia antes de terem o Ducado de Edimburgo. Ao contrário de seu irmão ( Príncipe Andrew, Conde de Inverness ) e sobrinhos ( Príncipe William, Conde de Strathearn e Príncipe Harry, Conde de Dumbarton ), o Príncipe Edward não recebeu um título escocês por ocasião de seu casamento.
O Condado de Forfar, renomeado Angus em 1928, contém o Castelo de Glamis, a sede dos Condes de Strathmore e Kinghorne, de quem a avó do Príncipe Edward, a Rainha Elizabeth, a Rainha Mãe, descendia.
Em julho de 2019, o conde e a condessa visitaram Forfar em sua primeira visita oficial à cidade desde que a rainha concedeu o título em março de 2019. Ele recebeu de uma empresa da cidade, a Strathmore Woollen Company, o tartã "Earl of Forfar" para decorar o conde e a condessa. A trama é baseada no tartã Forfar existente, que foi desenhado em 2004 com as cores do brasão de Forfar. A geometria permanece praticamente a mesma, mas as cores foram reforçadas, com o azul celeste substituído pelo azul de Santo André da bandeira escocesa e os fios brancos substituídos pelo marrom para refletir a rica agricultura dos arredores.
O casal visitou Forfar novamente no verão de 2021.

## Condes de Forfar, primeira criação (1661)
O título subsidiário era Lorde Wandell e Hartside (Pariato da Escócia, 1661).
- Archibald Douglas, 1.º Conde de Forfar e 2.º Conde de Ormond (1653–1712), filho mais novo do 1.º Conde de Ormond.
- Archibald Douglas, 2.º Conde de Forfar e 3.º Conde de Ormond (1692–1715), único filho do acima mencionado. Com sua morte sem deixar descendentes em 1715, ambos os condados foram extintos.

## Condes de Forfar, segunda criação (2019)
- Príncipe Eduardo (nascido em 1964), filho mais novo de Elizabeth II e irmão de Carlos III.